# Magnac-sur-Touvre
 Magnac-sur-Touvre  es una población y comuna francesa, en la región de Poitou-Charentes, departamento de Charente, en el distrito de Angoulême y cantón de Ruelle-sur-Touvre.

## Demografía
| 2170 | 2393 | 2645 | 2842 | 2843 | 2828 |
| Para los censos de 1962 a 1999 la población legal corresponde a la población sin duplicidades (Fuente: INSEE [Consultar]) |      |      |      |      |      |